# Anna submontana
Anna submontana är en tvåhjärtbladig växtart som beskrevs av François Pellegrin. Anna submontana ingår i släktet Anna och familjen Gesneriaceae. Inga underarter finns listade i Catalogue of Life.